# 一粒鐘真人蘇
《一粒鐘真人蘇》系列（英語：So Real Time Cooking Series）是由香港有線電視拍攝及製作的烹飪飲食節目，2005年首播，逢星期六晚上八時整播映。本節目的主持人為蘇施黃，（由於蘇施黃患病，曾於2005年底短時間停播，節目改為《昭君出菜》）；節目的幕後工作人員偶然也會出鏡，包括助手Moon（吳月）、攝影師阿志、聰明人、龍蝦哥、蝦仔（第一輯）／阿心、為食精、佐治（第二輯）等等。
節目注重每個烹調細節，並教授個別技巧。節目曾邀請家庭觀眾一同教授烹飪，也曾設即場電話解答時段。
2006年夏天播映《一粒鐘曼谷真人蘇》（1集）及《一粒鐘馬來西亞真人蘇》（2集），與Moon到處找尋當地美食；節目於2006年10月28日暫停。
2007年5月，香港有線電視及華納音樂聯手推出第一輯的2張DVD影碟，口號為「豈止是烹飪影碟咁簡單！」。

## 意見
蘇施黃的主持風格和其飲食節目極度爭議，一向為人垢病。2006年，蘇施黃在有線娛樂台主持飲食節目《一粒鐘真人蘇》時，鬧人鬧到街知巷聞，但她當眾在食肆內破口大罵，污言穢語，製造噪音，挖苦別人，鼓吹「無禮貌文化」；投訴亦指責蘇施黃處事不公，對食肆的評價不中肯，有收受利益之疑；又曾在節目內大談變性手術，談得十分露骨，被市民投訴，最後更被廣管局強烈勸喻作警告。
第二輯播放後，有討論區之網友認為節目質素未如理想及星島日報專欄曾批評節目是「一粒鐘，失望蘇！」，並希望回復第一輯之模式。但也有網友認為節目出色，並「次次捧場」。

## 節目模式

### 第一輯
一粒鐘真人蘇主要教授廣東及上海傳統家庭小菜，如廣東的仁緬醬、煎鯪魚餅，上海的片糖薰雞、馬蘭頭及香蔥爆蠶豆等；主持人蘇施黃也會教授她在童年時之家廚何翩煮給她吃的煎漢堡扒、「碌杰」炸薯波及「井」薯蓉等；一般每集也教授三道小菜，但是有時也有其中一款是粥、湯或飲品，如2006年2月25日的薄荷葉茶、2006年7月29日的白苦瓜汁及2006年5月20日的鮑魚雞粥；節目中每個烹調細節包括「洗」、「切」、「選」也攝影在內，還包括主持人蘇施黃和阿MOON及各攝影師談天及玩樂的情節，節目片頭和片尾更播出蘇施黃與助手阿MOON到街市中買材料及和街坊談天的片段，當煮完菜後，蘇施黃、阿MOON及各攝影師都會吃當日煮的菜，作出評論，並作出總結。一粒鐘真人蘇之模式不同其他電視台的傳統電視烹飪節目模式，在觀眾眼中為「非一般」的烹飪節目。
本輯於有線A台（現改稱有線第1台）或有線新知台播放時，改名《阿蘇煮食60分鐘》或《60分鐘真人蘇》。

#### 各集示範菜式
各集示範菜式如下：
| 集次   | 播出目期       | 主題／示範菜式                                                               |
| ------ | -------------- | ---------------------------------------------------------------------------- |
| 一     | 2005年8月27日  | 煎豬頸肉、水豆腐、豆角蝦餅                                                   |
| 二     | 2005年9月3日   | 瑞士汁雞翼、雲耳豆卜炆勝瓜、煎倉魚                                           |
| 三     | 2005年9月10日  | 蔥菜蒸牛肉餅、炒菜心、蓮藕夾                                                 |
| 四     | 2005年9月17日  | 蒸東星斑、苦瓜炒牛肉、腐皮卷                                                 |
| 五     | 2005年9月24日  | 燒肉、井、上湯莧菜                                                           |
| 六     | 2005年10月1日  | 豉汁蒸排骨、菜脯炒蛋、冬菇肉絲炆節瓜                                         |
| 七     | 2005年10月8日  | 咸魚炒銀芽、蒸水蛋、拔絲咕嚕肉                                               |
| 八     | 2005年10月15日 | 洋蔥豬扒、金銀蛋菠菜、大豆芽豆腐蕃茄魚湯                                     |
| 九     | 2006年1月7日   | 北菇煲雞飯、薑汁炒芥蘭、薑汁撞奶                                             |
| 十     | 2006年1月14日  | 洋蔥炒牛肉、煎鯪魚餅、清炒豆苗                                               |
| 十一   | 2006年1月21日  | 茄汁大蝦球、洋蔥鴨、鮑魚扒生菜                                               |
| 十二   | 2006年1月28日  | 新春齋菜、炸慈菇片、醉雞轉彎、炸竽蝦                                         |
| 十三   | 2006年2月4日   | 花生豬骨粥、雪菜肉絲燜米、上湯炒菜芯                                         |
| 十四   | 2006年2月11日  | 香菜魚片湯、冬筍炆五花腩、煎慈菇餅                                           |
| 十五   | 2006年2月18日  | 腰果炒雞丁、蠔油薑蔥蝦煲、紅燒茄子                                           |
| 十六   | 2006年2月25日  | 金針雲耳炆雞、煎蛋角、香蔥芹菜炒貴花魚球                                     |
| 十七   | 2006年3月4日   | 鹵水乳鴿、豆角炒粒粒、煎封紅衫魚                                             |
| 十八   | 2006年3月11日  | 蒸扁鮫魚、涼瓜炆排骨、蝦子炒冬筍                                             |
| 十九   | 2006年3月18日  | 豉油雞、枸杞豬肝湯、蒸蟹缽                                                   |
| 二十   | 2006年3月25日  | 祛濕健脾湯、薯仔炆脆皮雞翼、炒鹹酸菜粒粒                                     |
| 二十一 | 2006年4月1日   | 黃金炒中蝦、荷葉蒸田雞、上湯菜膽                                             |
| 二十二 | 2006年4月8日   | 吉列豬柳、番茄蟹肉清湯、香煎蓮藕餅                                           |
| 二十三 | 2006年4月15日  | 炆牛腩（豉油西餐式）、雜菜沙律、碌杰（炸薯波）                               |
| 二十四 | 2006年4月22日  | 古法蒸肉餅、滑蛋蝦仁、香蔥爆蠶豆                                             |
| 二十五 | 2006年4月29日  | 豆豉蒸魚雲、冬瓜炆火腩、肉丁欖仁炒紅黃椒                                     |
| 二十六 | 2006年5月6日   | 沙薑雞、沙薑雞腳、大豆芽豬骨粥、炸春卷                                       |
| 二十七 | 2006年5月13日  | 節瓜豬骨湯、洋蔥炒豬肝、豬肉炒大豆芽鬆                                       |
| 二十八 | 2006年5月20日  | 鮑魚雞粥、豉椒牛河、薑蔥撈麵、生磨薯仔餅                                     |
| 二十九 | 2006年5月27日  | 涼拌茄子、煎漢堡扒、煎荷包蛋                                                 |
| 特輯一 | 2006年6月3日   | 一粒鐘曼谷真人蘇                                                             |
| 三十   | 2006年6月10日  | 子薑炆雞、梅菜蒸鯇魚、油鹽雙瓜                                               |
| 三十一 | 2006年6月17日  | 梅子排骨、涼拌豆腐、蜜糖豆炒百合、海蝦帶子復活蛋                             |
| 三十二 | 2006年6月24日  | 油炆筍、炸臭豆腐、蒜苗炒牛肉                                                 |
| 三十三 | 2006年7月1日   | 薯仔沙律、炸石斑、炸百合球                                                   |
| 三十四 | 2006年7月8日   | 煎黃花魚、豉油蒸豆腐、片糖薰雞                                               |
| 三十五 | 2006年7月15日  | 焗豬扒飯、大暑冬瓜湯、涼拌烏珠筍（萵苣筍），海蜇                             |
| 三十六 | 2006年7月22日  | 蘿蔔魚鬆、雪菜粉皮、乾蔥豆豉炒雞件                                           |
| 三十七 | 2006年7月29日  | 白苦瓜汁、仁緬醬、薑蔥蟹、涼拌馬蘭頭                                         |
| 三十八 | 2006年8月5日   | 炸菜銀芽韭菜、煎撻沙魚（比目魚）、苦瓜煎蛋                                   |
| 特輯二 | 2006年8月12日  | 一粒鐘馬來西亞真人蘇（上）                                                   |
| 特輯三 | 2006年8月19日  | 一粒鐘馬來西亞真人蘇（下）                                                   |
| 三十九 | 2006年8月26日  | 榨菜雲耳蒸肥牛肉（嘗試版一）、鹹酸菜炒魷魚、家常豆腐                         |
| 四十   | 2006年9月2日   | 金針香菇雲耳臘腸蒸雞、錦滷雲吞、榨菜雲耳蒸肥牛肉（嘗試版二）、泰國粉絲嫩蝦煲 |
| 四十一 | 2006年9月9日   | 通菜炒牛肉、咖哩薯仔炆雞翼、老少平安                                         |
| 四十二 | 2006年9月16日  | 「鑽地老鼠」湯、乾炒牛河、粉卷                                               |
| 四十三 | 2006年9月23日  | 阿蘇豬肝煎蛋湯、梅菜豬肉餅、炒椰菜                                           |
| 四十四 | 2006年9月31日  | 蘿蔔炆牛腩、蒸黃骨魚、酸甜青瓜荷包蛋、麵餃                                   |
| 四十五 | 2006年10月7日  | 海底椰豬腱湯、炒粟米粒、椒鹽蝦、梅菜扣肉                                     |
| 四十六 | 2006年10月14日 | 臘鴨頭雜菜煲、南乳蓮藕炆豬腩肉、蜜糖豆炒帶子                                 |
| 四十七 | 2006年10月21日 | 栗子炆排骨、薑蔥牛肉煲、椒絲腐乳炒通菜                                       |
| 四十八 | 2006年10月28日 | 蒸鹹雞、荔芋油鴨煲、上湯蒜子莧菜                                             |

#### 製作人員

助手阿MOON

攝影師「聰明人」

攝影師「阿志」

- 助導：吳月
- 攝影：聰明人﹑阿志
- 報幕員：羅頌華

### 第二輯
2007年1月13日復播第二輯，改為全外景節目，介紹食店及購物熱點，由蘇施黃陪同泰山（初期）與Chris（商業電台主持基斯）（2007年5月至2007年10月）為主持。2007年4月更換全新版面，並且每隔兩集設立「飲食包青天」（踩場）環節，蘇施黃會特別採訪一些店主開設的食肆，並且嚴格地為食肆中的精選菜式進行評級。在2007年7月開始，加開「踢竇」和「翻兜」環節，前者觀眾可透過電郵邀請蘇施黃到家中評級觀眾烹調的食物質素，亦會與觀眾玩遊戲。後者蘇施黃會再次回到之前介紹過的店鋪，進食他們的食物，以監測該店鋪的食物質素有否退步。

## 外部連結
- 一粒鐘真人蘇官方網站
- 一粒鐘真人蘇 DVD 網頁